# اشتفان روزنباور
اشتفان روزنباور (آلمانی: Stefan Rosenbauer; ۲۴ مارس ۱۸۹۶ – ۱۸ اوت ۱۹۶۷) شمشیرباز اهل آلمان بود.
وی در مسابقات کشوری و بین‌المللی در مجموع برندهٔ ۱ مدال برنز شده‌است.